# Bahnhof Kelkheim
Der Bahnhof Kelkheim ist der wichtigste Unterwegsbahnhof auf der Königsteiner Bahn von Höchst nach Königstein am westlichen Rand von Frankfurt am Main. Hier finden die planmäßigen Zugkreuzungen auf der eingleisigen Strecke statt. Er ist die mittlere von drei Stationen im Gebiet der Stadt Kelkheim (Taunus) und bedient die Stadtteile Kelkheim-Mitte und Fischbach. Der Bahnhof wird wie die ganze Strecke von der HLB Basis AG betrieben.

## Geschichte

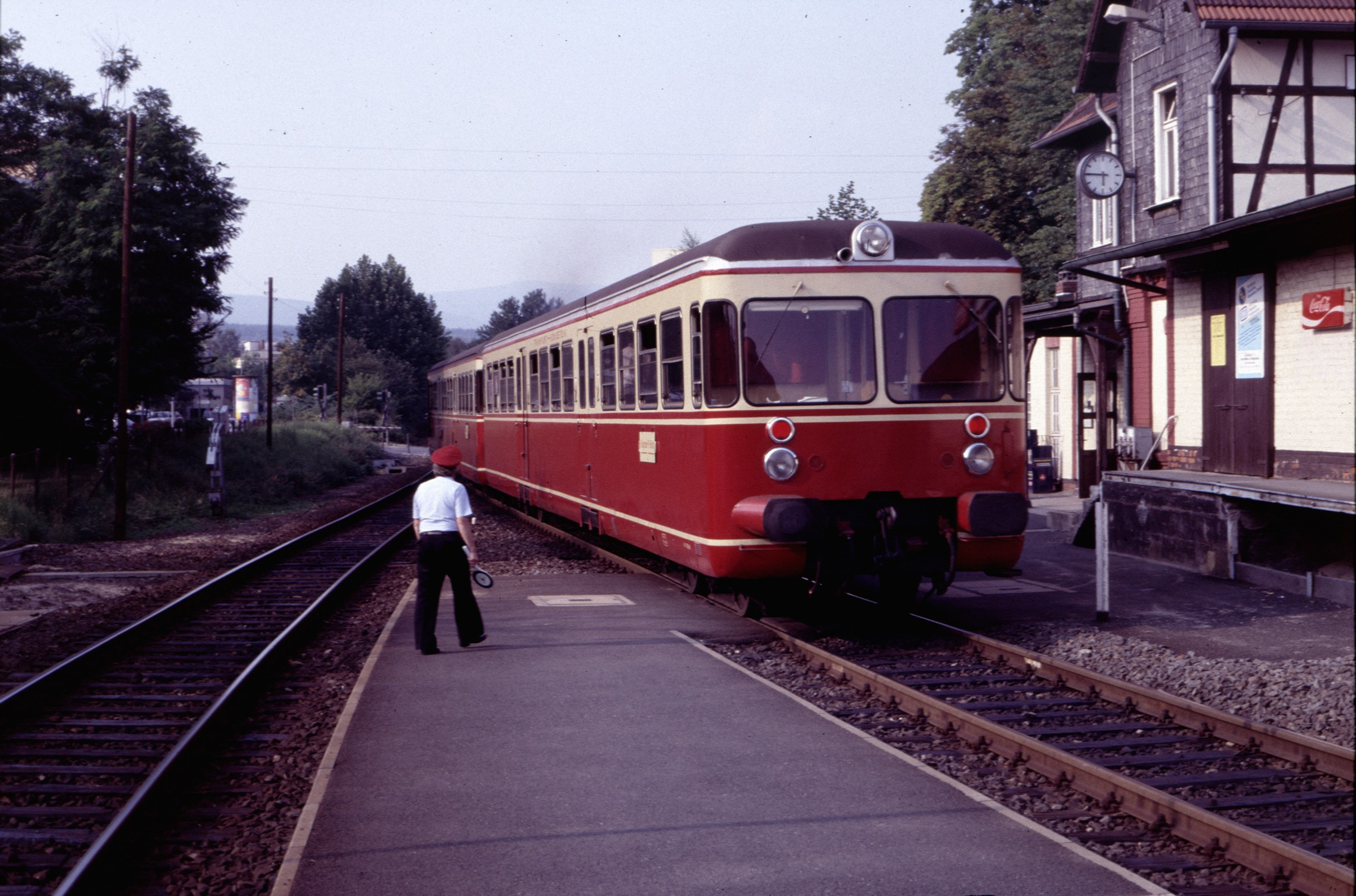
Esslinger Triebwagen in Kelkheim, 1984

Bei der Planung der Strecke war ursprünglich ein gemeinsamer Bahnhof für Kelkheim und Münster in der Mitte zwischen beiden Orten geplant. Die Gemeinde Fischbach verlangte jedoch ebenfalls einen Anschluss an die Bahnstrecke und drohte damit, den über ihr Gebiet verlaufenden Streckenbau Richtung Hornau zu verweigern. Schließlich wurde ein Bauplatz außerhalb des damaligen Ortes Kelkheim an der Straße nach Fischbach ausgewählt. Entsprechend hieß der Bahnhof Kelkheim-Fischbach.
Der Bahnhof wurde gemeinsam mit der Königsteiner Bahn am 24. Februar 1902 in Betrieb genommen. Er besaß zwei Gleise für den Personenverkehr und ein drittes für die Güterverladung, dazwischen zwei Bahnsteige. In Verlängerung der Poststraße (heute Friedrichstraße) wurde ein gemauerter Durchlass mit einer lichten Weite von 1,50 m unter allen drei Gleisen hindurchgeführt. Ein Wasserkran konnte die bergan fahrenden Dampflokomotiven neu befüllen. Es bestand von Beginn an ein beachtlicher Stückgutverkehr, vor allem durch die Verladung in Kelkheim produzierter Möbel und die Anlieferung des dafür benötigten Holzes. 1905 wurde unmittelbar nördlich des Bahnübergangs Fischbacher Straße ein Anschlussgleis zur Ringofenziegelei Heinrich Müller errichtet. Das Gleis wurde 1952 demontiert; auf dem Gelände der Ziegelei steht heute die Wohnsiedlung Berliner Ring.
1928 wurden die Gleisanlagen erweitert, weil vor allem Abstellplätze für die Holztransporte fehlten. Am südlichen Ende wurde ein weiteres Anschlussgleis durch den heutigen Mittelweg zur Firma Dichmann geplant, aber erst 1948 als schmalspurige (Spurweite 600 mm) Feldbahn realisiert werden. Zur Verladung wurde 1944 ein Portalkran errichtet, der 1959 durch einen Nachfolger ersetzt wurde. Obwohl die Feldbahn in den 1960er Jahren aufgegeben wurden, stand der Kran noch bis 1980. Heute befinden sich dort die Wilhelmstraße und der Bahnhofsparkplatz.
Nach der Eingemeindung von Hornau und Münster 1938 und dem Verzicht des bis 1977 weiterhin eigenständigen Nachbarorts Fischbach auf seine Namensrechte sollte der Bahnhof Kelkheim-Fischbach unbescheiden in Kelkheim Hauptbahnhof umbenannt werden, letztlich entschied man sich für die bis heute gültige Bezeichnung Kelkheim. Nach dem Zweiten Weltkrieg gab es weitere Umbauten, darunter ein weiteres Abstellgleis, auf dem die von Höchst kommenden Züge Waggons abstellen konnten, um auf der steilen Strecke bis Königstein keine zweite Lokomotive mehr zu benötigen. 1950 entstand ein Anbau des Empfangsgebäudes mit Kiosk, Toiletten und Fahrkartenschalter. Bis zum Bau des Zentralstellwerks im Bahnhof Hornau 1989 war Kelkheim auch der Sitz des Fahrdienstleisters.
Ende der 1970er-Jahre bestanden Überlegungen, die Strecke von Frankfurt kommend am Bahnhof Kelkheim enden zu lassen; die Entscheidung zugunsten der Sanierung der gesamten Strecke fiel 1984. Ein Umbau für den S-Bahn-ähnlichen Betrieb fand 1981 statt, bei dem die heutige Konfiguration geschaffen wurde, mit einem 76 cm hohen Mittelbahnsteig und zwei Abstellgleisen.

## Empfangsgebäude

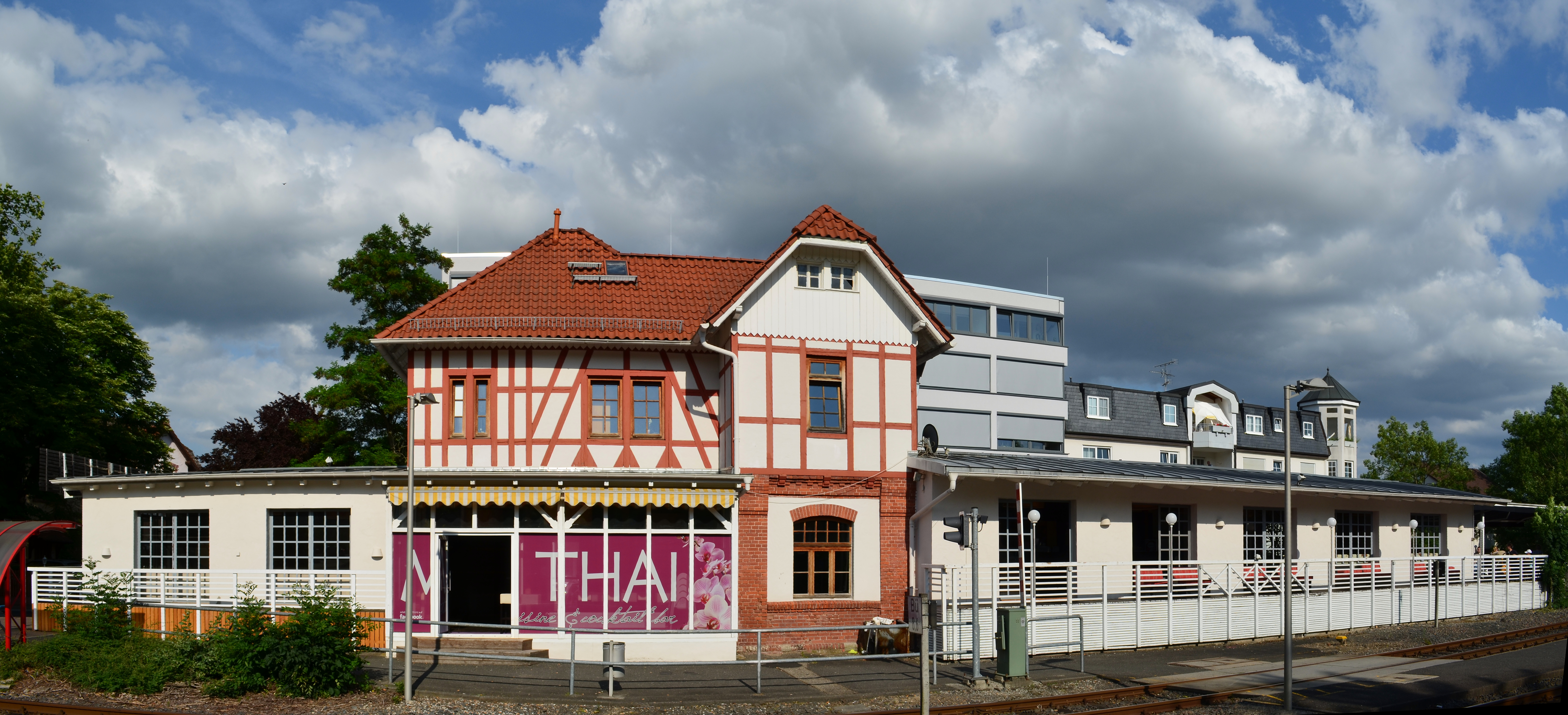
Gleisseite des Empfangsgebäudes

Das Empfangsgebäude ist ein zweigeschossiger Fachwerk-Baukörper mit seitlichem Risalit und hölzernem Vordach zum Bahnsteig. Der Entwurf ist genau spiegelbildlich zum Empfangsgebäude am Bahnhof Münster. Es gibt einen seitlich angebauten Güterschuppen in Ziegelmauerwerk. Das Empfangsgebäude ist ein Kulturdenkmal nach dem Hessischen Denkmalschutzgesetz. Wenige Jahre nach Eröffnung wurde die Fachwerkfassade auf der Südwest- und Nordwestseite durch eine Schieferverkleidung geschützt, was in den 1990er Jahren wieder rückgängig gemacht wurde. Nach dem Ende der bahneigenen Nutzungen befand sich im Gebäude ein Getränkehandel, heute ist dort ein Restaurant.

## Betrieb

### Zug
Der Bahnhof besitzt heute zwei Ausweichgleise mit einem gemeinsamen Mittelbahnsteig sowie zwei in nördlicher Richtung stumpf endende Abstellgleise ohne Bahnsteig. Der einzige Zugang zum Bahnsteig erfolgt über eine schrankengesicherte Fußgängerquerung des östlichen Gleises am nördlichen Ende des Bahnsteigs, direkt gegenüber der Bushaltestelle. Südöstlich befindet sich ein Parkplatz, zum im Nordosten gelegenen Bahnsteigzugang ist ein beachtlicher Fußweg erforderlich.
Die Hessische Landesbahn betrieb die Königsteiner Bahn als Verkehrsunternehmen im Netz des Rhein-Main-Verkehrsverbundes als RMV-Linie 12, seit Dezember 2022 ist START Betreiber der Linie. Als Infrastrukturunternehmen ist HLB Basic weiterhin für die Unterhaltung des Bahnhofs zuständig. Um die Linie attraktiver zu machen, verkehrt sie heute zusätzlich über die Taunus-Eisenbahn zwischen Frankfurt-Höchst und dem Frankfurter Hauptbahnhof. Sie stellt nun eine wichtige Ergänzung zur S-Bahn Rhein-Main dar. Der Frankfurter Verkehrsverbund (FVV) führte die Linie zwischen 1989 und 1995 unter dem Namen K-Bahn.
Im Kelkheimer Bahnhof begegnen sich in der Regel die nach Königstein und nach Frankfurt fahrenden Züge. Die Züge verkehren werktags im Halbstundentakt, sonn- und feiertags nur im Stundentakt.
| Linie | Verlauf | Takt                                       |
| ----- | --- | ------------------------------------------ |
| RB 12 | Königsteiner Bahn: Frankfurt (Main) Hbf – Frankfurt-Höchst – Unterliederbach – Liederbach Süd – Liederbach – Kelkheim-Münster – Kelkheim – Kelkheim-Hornau – Schneidhain – Königstein (Taunus) Stand: Fahrplanwechsel Dezember 2022 | 30 min (werktags) 60 min (sonn-/feiertags) |

### Bus
An der Nordseite des Empfangsgebäudes befinden sich Bushaltebuchten. Die Regionalbuslinien 263 und 804 der Hessischen Landesbahn verbinden den Bahnhof mit Königstein, Glashütten, Liederbach, dem Main-Taunus-Zentrum in Sulzbach, Frankfurt, Kriftel und Hofheim. Seit dem Fahrplanwechsel 2009/2010 am 13. Dezember 2009 hielt am Kelkheimer Bahnhof auch die Nachtbuslinie n83, welche nachts zwischen der Konstablerwache in Frankfurt und dem Bahnhof Eppstein verkehrte.